# تالش (شهر)
تالش (نام رسمی و اداری بعد از انقلاب) که در میان مردم به هشتپر یا هشتپر طوالش هم معروف است، شهری با آب و هوای معتدل خزری با ارتفاع ۵۴ متر از سطح دریای آزاد از شهرهای بزرگ استان گیلان، بزرگ‌ترین شهر تالش‌نشین ایران و مرکز شهرستان تالش است. بنیان شهر هشتپر با ساخت کاخ اطاقسرا به دست سردار امجد به اوایل دوره ناصرالدین شاه که مرکز خانات کرگانرود بوده است استوار و قدمت دارد.
این شهر از قطب‌های گردشگری گیلان و ایران است و سالانه مسافران زیادی را به خود جذب می‌کند. اطراف شهر را مزارع برنج و باغ‌های کیوی احاطه کرده‌اند که محصولات آن به کشورهای خارجی نیز صادر می‌شود علاوه بر این تالش بزرگ‌ترین تولیدکننده ماهیان خاویاری در کشور است که بخش اعظمی از تولیدات آن به خارج از کشور صادر می‌شود. رودخانه کرگانرود پرآب‌ترین رودخانه غرب گیلان از مرکز این شهر عبور می‌کند و شهر را به دو قسمت شمالی و جنوبی تقسیم می‌کند.

## تاریخچه
در اسناد و منابع پیش از اسلام کلمهٔ تالش دیده نشده است. برخی از پژوهشگران، تالش را با قوم «کادوس» که از آن بارها در منابع یونان و روم باستان یاد شده است، یکی می‌دانند.
در منابع سده‌های نخست هجری از این قوم با نام «طیلسان» یاد کرده‌اند. یاقوت ذیل مادهٔ طیلسان، به نقل از اصمعی می‌گوید که طیلسان با طالشان یکی است.
واژهٔ طیلسان ظاهراً از اواسط سدهٔ ۷ق متروک، و به جای آن کلمهٔ «طالش» تدریجاً وارد منابع تاریخی و جغرافیایی ایران شد.در برخی از منابع نام قدیمی تالش یعنی هشتپر را برگرفته از تست هوش هشت‌گانه گاردنر عنوان کرده‌اند که اکنون لوگوی سازمان ملی پرورش استعدادهای درخشان ایران نیز می‌باشد. این تست هوش مشهور چندگانه استعداد‌های انسان در زمینه‌های گوناگون مانند هوش موسیقایی، ریاضی و استدلال، هوش فنی-مهارتی، هوش هیجانی، ضریب هوشی و… را می‌سنجد.
در زمان خلافت عمر والی کوفه، مغیرة بن شُعبه، سردار خود کثیربن شهاب حارثی را که در جنگ قادسیه هم شرکت داشت، به جنگ اهالی طیلسان (طالشان) فرستاد ولی او نتوانست آن سرزمین را بگشاید.
در اوایل اسلام در زمان خلافت عثمان سرزمین طالشان (طیلسان) هم‌زمان با دیار دیلم و بَبَر، یک‌بار به وسیلهٔ براء بن عازب و بار دیگر به‌وسیلهٔ ولید بن عُقبة بن اَبی مُعَیط فتح شد.
سرزمین بَبَر در اواخر دوره ساسانی و اوایل دوره اسلامی، در نزدیکی گیلان و تالش از یک سو و تالش و دیلم از سوی دیگر قرار داشت. برخی نیز آن را نزدیک دیلم، گیلان، تالش و مغان آورده‌اند. سرزمین بَبَر احتمالاً محدودهٔ خلخال و منطقه مرزی تالش و گیلان را شامل می‌شود.
الکساندر خودزکو، کنسول روس در گیلان در کتاب معروف خود دربارهٔ آن می‌نویسد:
مرکز کرگانرود آبادی هشتپر و والی آن بالاخان است که فرمانده قشون تالش محسوب می‌شود و سراسر این ایالت به‌طور موروثی به وی به تیول واگذار شده است. چهار دهه بعد نصرت اله خان سردار امجد نوه بالاخان در اواسط دوره ناصرالدین شاه قاجار عمارت اطاقسرا را با معماری اروپایی بنا نمود که نماد و سمبل هشتپر گردید. هشتپر و سایر مراکز حکومتی در تالش از ساحل دریا فاصله داشتند. به همین خاطر مراکز بازاری و بنادر کوچکی مانند: کرگانرود، شفارود، آلالان و حویق در مصب رودهای تالش ایجاد شدند که اهالی طوالش از این طریق با بنادر روسیه داد و ستد می‌نمودند بنابراین در قرن ۱۹ میلادی مراکز سیاسی و اقتصادی تالش از یکدیگر جداافتادند و به همین خاطر شهر تمام عیاری در این ناحیه شکل نگرفت از اینرو تا انقلاب مشروطه هشتپر به عنوان مرکز سیاسی خمسه طوالش از بازار ساحلی کرگانرود فاصله داشت. رابینو در این زمینه چنین می‌نویسد: «…. بازار کرگانرود نزدیک دریا، شامل ۶۰ دکان و در حدود ۱۵ کلیه چوبی است و محل اقامت خان‌ها در هشتپر می‌باشد» در سال ۱۲۸۶ بر اثر وقایع انقلاب مشروطه عمارت اطاقسرا و ابنیه پرامون آن توسط انقلابیون تالش به آتش کشیده شد و به حکومت خان‌های کرگانرود پایان داده شد و شهر هشتپر تا سه دهه بعد محلی متروکه بود در عوض بازارهای ساحلی نقش اداری ناحیه را نیز به عهده گرفتند. بنا به نظر دکتر محمدتقی رهنمایی استاد جغرافیای دانشگاه تهران، این منطقه بر اساس نوشته‌های یک سیاح آلمانی در قرن هفدهم میلادی یکی از بزرگ‌ترین مراکز تجاری گیلان و شاهد جنگ‌های بسیار زیادی بوده است.
تا زمان جنگ جهانی دوم بندرگاه و مرکز اولیه شهرستان طوالش ساحل قرار داشته است و بخش عمده‌ای از مبادلات تجاری بین سواحل ایران و روسیه از این بندر انجام می‌شد. تلگراف خانه، گمرک خانه، مدرسه، بندر، امنیه، بلدیه و دیگر دستگاه‌های دولتی و حکومتی در آن فعالیت گسترده‌ای داشت. ساختمان‌های گمرک آن تا سال ۱۳۳۶ برپا بود.
پس از اشغال شمال ایران به دست ارتش شوروی در جریان جنگ دوم جهانی (شهریور ۱۳۲۰) روس‌ها جاده‌ای بین انزلی، آستارا از میان هشتپر احداث کردند تا بهتر تدارکات جنگی متفقین را از جنوب ایران به جبهه جنگ آلمان انتقال دهند. در این ارتباط ساختن پل بر روی کرگانرود در هشتپر موجب برتری موقعیت مکانی آن نسبت به بازار ساحلی کرگانرود گردید، به‌طوری‌که در طی ۴ سال بازار ساحلی کاملاً متروکه گردیده و ادارات دولتی آنجا نیز به هشتپر منتقل شدند. به دنبال این تحولات شهرستان طوالش در ۲۲ مرداد ۱۳۲۳ با مرکزیت بازار شفارود به شهرستان تبدیل شده بود هسته اولیه شهر هشتپر از یک ردیف دکان و خانه‌های چوبی طبقه بالا یا پشت آن تشکیل شده بود که در دو سوی پل امتداد جاده احداثی روس‌ها مستقر شده بودند. اندکی بعد گسترش و تنوع فعالیت‌های بازار، خیابان‌های مسگران، گلسرخ و سدساحلی به وجود آورد و به تدریج بافت شهری در امتداد جنوبی جاده و به سمت شرق گسترش یافت. در چهاردهم آذر ۱۳۲۴ به تصویب هیئت وزیران، مرکز شهرستان طوالش رسماً از بازار شفارود به هشتپر انتقال یافت و نخستین فرماندار طوالش به نام شمس امیری به عنوان فرماندار این شهر تعیین شد.

## نام
بنابر بر اسناد تاریخی در کتب تاریخ گیلان هشتپر به معنای مرکزیت حکومت محلی را در گیلان و تالش گویند. برخی نیز به دلیل وجود کاخی به نام اطاقسرا یا سردار امجد در مرکز شهر را که دارای هشت در بزرگ بوده و از آنجائیکه در زبان تالشی در را «بًر» می‌گویند، منطقه را هشتبر نام نهادند که به مرور زمان و بر اثر تکرار به هشتپر معروف شد و تغییر نام پیدا کرد و در سال‌های اخیر این نام نیز عوض شد و آن را «تالش» نامیدند، ولی مردمان بومی و منطقه همچنان این شهر را هشتپر می‌نامند. بخاطر بازار کرگانرود که در گذشته نام منطقه و نام بندری در نزدیکی شهر هشتپر بوده اکثر خاندان بزرگ در تالش پسوندهای کرگانرودی دارند.

## نام تالش
در اسناد و منابع پیش از اسلام کلمهٔ تالش دیده نشده است. برخی از پژوهشگران، تالش را با قوم «کادوس» که از آن بارها در منابع یونان و روم باستان یاد شده است، یکی می‌دانند.
در منابع سده‌های نخست هجری از این قوم با نام «طیلسان» یاد کرده‌اند. یاقوت ذیل مادهٔ طیلسان، به نقل از اصمعی می‌گوید که طیلسان با تالشان یکی است.
واژهٔ طیلسان ظاهراً از اواسط سدهٔ ۷ق متروک، و به جای آن کلمهٔ «تالش» تدریجاً وارد منابع تاریخی و جغرافیایی ایران شد. نام طیلسان معرب واژه تالشان (طالشان) می‌باشد.
سرزمین بَبَر در اواخر دوره ساسانی و اوایل دوره اسلامی، میان گیلان و تالش از یک سو و تالش و دیلم از سوی دیگر قرار داشت. نیز آن را نزدیک دیلم، گیلان، تالش و مغان آورده‌اند. احتمالاً سرزمین بَبَر محدودهٔ خلخال و منطقه مرزی تالش و گیلان را شامل می‌شود.
به نظر می‌رسد واژه «تالش» که تالشان آن را تِوِلِـش تلفظ می‌کنند، از واژهٔ «تول» و «تِـوِل» به معنی «گِـل» گرفته شده. مارسل بازن فرانسوی می‌گوید: «واژه تالش که خود آن را تالش یا تِـوِلِش تلفظ می‌کنند، هم برای نامیدن دامنه خاوری رشته کوه و هم مردمانی به همین نام به کار می‌رود».
واژه تُول tūl و تِوِل tevel در زبان تالشی به معنی گِل می‌باشد و در زبان مازندرانی واژه تیل til به معنای گِل می‌باشد و در زبان گیلکی واژه تول töl به معنای گِل/گل آلود می‌باشد. واژه طیلسان معرب واژه طالشان و تولشان می‌باشد.
دکتر محمد معین با ارجاع به کسروی می‌نویسد: «تالش به قول برخی مبدَّل و محرَّف «کادوس» است و آن قومی بود که در زمان باستان بس انبوه بودند و در کوهستان شمال غربی ایران جایگاه داشتند و چون بارها به گردنکشی برخاستند و با پادشاهان هخامنشی از در نافرمانی درآمدند از اینجا نام ایشان در تاریخ آمده و امروز مترجمان «کادوش» را که تلفظ صحیح آن است، «کادوس» نویسند. جایگاهی که برای «کادوشان» در تاریخ یاد کرده‌اند امروز منطبق با جایگاه تالشان می‌باشد.»
سیداحمد کسروی بر این باور است که بی گمان تالشان امروزی فرزندان و بازماندگان همان کادوسان می‌باشند و واژه «تالش» از «کادوس» است. او می‌گوید: «نخست باید دانست که رویه درست و ایرانی نام کادوس، کادوش یا کادِش می‌بوده که گادوش یا گادش نیز می‌گفته‌اند. چرا که می‌دانیم که یونانیان همچون تازیان واژه‌هایی را که می‌گرفتند، دیگر می‌گردانیده‌اند و از جمله «ش» ها را در آخر نامها «س» می‌کردند همچون کاسی که اصل ان کاشی است.

## مردم

### جمعیت

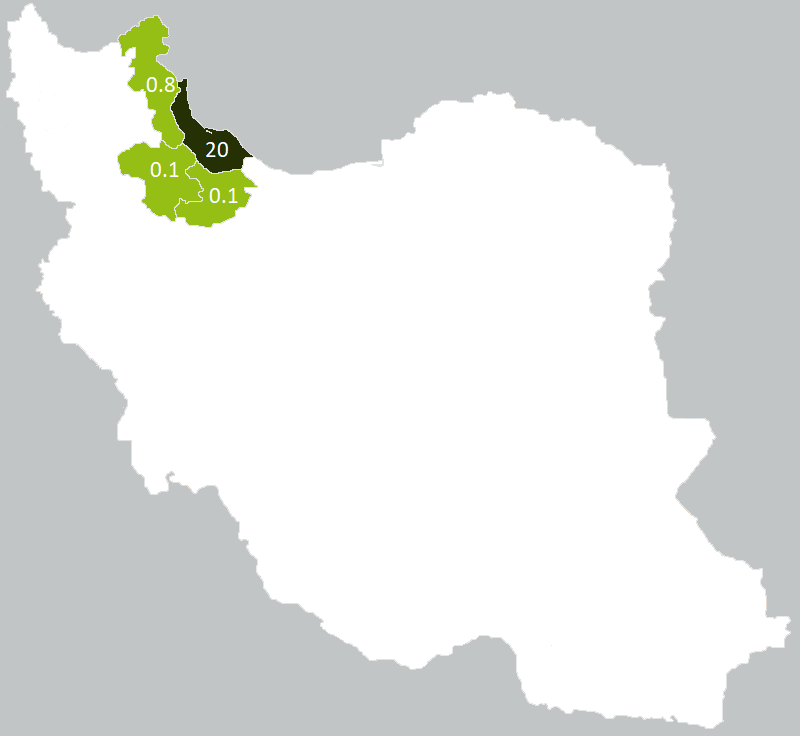
پراکندگی مردم تالش در استان‌های ایران

هشتپر بزرگ‌ترین شهر تالش‌نشین بعد از لنکران و پنجمین شهر بزرگ گیلان بعد از رشت، بندر انزلی، لاهیجان و لنگرود می‌باشد.
میزان جمعیت این شهر طی دورهٔ پنجاه ساله ۱۳۹۵–۱۳۳۵ بدین قرار است:
|   | سال  | جمعیت (نفر) |
| - | ---- | ----------- |
| ۱ | ۱۳۳۵ | ۶۳۵۴        |
| ۲ | ۱۳۴۵ | ۷۸۶۷        |
| ۳ | ۱۳۵۵ | ۱۰۴۴۴       |
| ۴ | ۱۳۶۵ | ۲۴۱۸۲       |
| ۵ | ۱۳۷۵ | ۳۳۶۴۰       |
| ۶ | ۱۳۸۵ | ۴۱۴۸۶       |
| ۷ | ۱۳۹۵ | ۵۴۱۷۸       |

### محله‌ها
گلسرخ، مسگران، کرد محله، سد ساحلی، کاروانسرا، شهربانی، سعدی، تختی، بهشتی، معین، قدس، دانش آموز، فرهنگیان، پاسداران، بیست متری، طاهری، گیلک محله، تیتک، طولارود، بسیجیان، سید رضی سید نیکی، تره تنگده، شیلو، ریک و هره دشت می‌باشد

### اقوام و مذهب
شهر هشتپر بزرگ‌ترین شهر تالش نشین ایران می‌باشد. هشتپر نیز بسان بقیه مناطق تالش‌نشین از شیعیان جعفری و سنی ها  تشکیل شده است و مساجد جامع، عباسیه، قاسمیه، صاحب زمان، نَلَه تربه، زینبه، امام سجاد مسجد حضرت ابوالفضل ترشابر مساجد اهل تشییع و مسجد محمدیه که مربوط به سنی های تالش می‌باشد از معروفترین مساجد شهر می‌باشد.
بقعهٔ متبرکه در بلوار ساحلی قرق به نام سید نیکی فرزند شیخ زاهد آستارایی مشهور به گیلانی در غرب شهر هشتپر واقع شده امروزه این امام زاده را فرزند امام موسی کاظم می‌شناسند. بنای این بقعه به مساحت حدود ۸۴ متر از آجر است و نمای جلوی بقعه کاشی کاری با طرح کتیبهٔ عالی است. ضریح مشبک از جنس استیل و آهن بر مرقد امام زاده نصب است. این بقعه حدود ۲ هکتار زمین دارد و قبرستان بزرگ شهر محسوب می‌شود. مسجدی نیز در نزدیک بقعه احداث نموده‌اند.
زبان بومیان شهر هشتپر زبان تالشی می‌باشد، اما در کنار زبان تالشی، زبان‌های ترکی آذربایجانی و فارسی نیز رایج هستند.
اکثریت مردم شهر از قوم تالش هستند، اما گروه‌های قومی دیگر هم در شهر هشتپر ساکن هستند و به زبان‌های مختلفی مانند، ترکی آذربایجانی و کردی کرمانجی صحبت می‌کنند.

## جغرافیا
هشتپر در ۴۸ درجه و ۹۰ دقیقه طول شرقی و ۳۷ درجه و ۸۰ دقیقه عرض شمالی و فاصله ۱۱۵ کیلومتری رشت و ۴۲۴ کیلومتری تهران در ارتفاع ۵۴ متری از سطح آب‌های آزاد قرار دارد. همچنین شهر هشتپر با مساحت ۳۶/۳۶ کیلومتر مربع در زمینی جلگه‌ای و مسطح در دامنه رشته کوه تالش واقع شده است. هشتپر از شمال به جوکندان از غرب به کوه‌های تالش از جنوب به بخش اسالم و از شرق به مزارع جولندان و نهایتاً به دریای کاسپی محدود است. قله خشپال با ۳۶۰۰ متر بلندی در مرتفع‌ترین نقطهٔ کوه‌های تالش در باختر هشتپر واقع است. جنگل‌های انبوه منطقهٔ تالش، بیشتر در همین کوهستان است.

### آب و هوا
آب هوای هشتپر چهار فصل با میانگین بارش بیش از هزار میلی‌متر در سال یکی از شهرهای پرباران حوزه معتدل خزری می‌باشد. رودخانه دائمی کرگانرود از مرکز شهر به دریای کاسپین ملحق می‌گردد.

## اقتصاد
مردمان منطقه تالش از دیرباز کشاورز و دامدار بودند بعد از رشد شهرنشینی و تشکیل شهرها، در کنار کشاورزی، صیادی و دامداری مردم هشتپر بطرف بازار مسکن، تولیدات صنعتی و کشاورزی مثل چوب بری، برنجکوبی، صنایع بسته‌بندی و تأسیس شرکت‌های بازرگانی و سردخانه تغییر شغل دادند و در حال حاضر هشتپر مرکز صادرات برنج، ازگیل، کیوی، ماهی، مبلمان، عسل، پنیر و شیر به شهرهای ایران و کشورهای همسایه می‌باشد. در حال حاضر رشد خوب ساخت و ساز در شهر و وجود مجتمع‌های تجاری متعدد حاکی از تأثیر بزرگ و رونق اقتصادی در این منطقه است.

## فرهنگ
فرهنگ هشتپر برگرفته از فرهنگ مردم تالش است. زبان تالشی، لباس‌های زیبا و رنگارنگ تالشی که در عروسی‌ها می‌پوشند، موسیقی تالشی، زندگی شیعه و سنی کنار هم، از بارزترین فرهنگ‌های مردم این شهر است.

### آموزش و پرورش
بعد از انتقال شهر از بازار کرگانرود به منطقه هشتپر در سال ۱۳۲۱، طوالش به صورت نمایندگی آموزش و پرورش و از سال۱۳۲۹ به صورت ادارهٔ آموزش و پرورش مستقل دایر گردید. اولین دبیرستان شهر هشتپر در ۱۳۲۵ تأسیس شد. یکی از معروفترین مدرسه‌ها در منطقهٔ تالش دبیرستان هلاکو رامبد در هشتپر بود که بعد از انقلاب به دبیرستان شریعتی و بعدها به طالقانی تغییر نام داد.

### کتابخانه
- کتابخانه ۱۷ شهریور (پارک شهر)
- کتابخانه امام رضا (ع) (میدان امام)

### دانشگاه
- دانشگاه آزاد اسلامی واحد تالش
- دانشگاه پیام نور مرکز تالش
- دانشگاه علمی کاربردی تالش
- دانشگاه سما واحد تالش

### سینما
اولین و تنهاترین سینمای هشتپر در سال ۱۳۴۵ در خیابان پهلوی، اول سرپایینی توسط خانواده آسوبار تأسیس شد و بعد از انقلاب به سینمای انقلاب معروف شد. به دلیل مشکلات مالی سینما در اوایل دهه هفتاد برای همیشه تعطیل شد و به مرکز تجاری تبدیل شد. در حال حاضر شهرستان تالش فاقد سینما می‌باشد. اجرای طرح سینما سلام با هدف آشتی مردم با هنر سینما با نمایش فیلم‌های روز سینمای ایران در سالن اداره فرهنگ و ارشاد اسلامی تالش آغاز شده است. مجتمع سینمایی تالش متشکل از چند طبقه تجاری، سینما، شهر بازی، رستوران‌های سنتی و مدرن، تالار نجوم و محلی برای نمایش تابلوهای هنرمندان توسط بخش خصوصی در حال احداث می‌باشد.

## بهداشت و درمان

### بیمارستان
- بیمارستان ۲۳۱ تختخوابی شهید نورانی تالش

این بیمارستان در زمینی به مساحت ۳۵ هزار مترمربع با زیربنای ۱۶ هزار مترمربع در ۴طبقه احداث گردیده است. بخش‌های بستری داخلی، جراحی، زنان زایمان، کودکان و نوزادان و مراقبت‌های ویژه شامل icu,ccu,nicu، اورژانس، تصویربرداری پزشکی (سی تی اسکن و MRI)، آزمایشگاه و خدمات اداری این بیمارستان را به قطب درمانی غرب استان گیلان تبدیل کرده است.
- مرکز آموزشی درمانی حضرت زینب (س)

مجتمع آموزش عالی پرستاری تالش،
مجتمع جامع غربالگری غرب گیلان،
بخش تخصصی دیالیز
یک بیمارستان دولتی و عمومی در شهرستان تالش وابسته به دانشگاه علوم پزشکی گیلان واقع در خیابان شهید دکتر بهشتی شهر تالش می‌باشد که احداث این بیمارستان در زمینی به مساحت۷۷۰۰ متر مربع و زیربنای ۴۷۰۰ متر مربع در سال ۱۳۵۱ آغاز و از سال۱۳۵۴ تحت نام بیمارستان شیر و خورشید با ۵۰ تخت و بخش‌های اورژانس، کودکان، داخلی-جراحی زنان، داخلی-جراحی مردان، اتاق عمل، زایشگاه شروع به فعالیت نمود. در سال۱۳۶۹ بخش دیالیز، در سال۱۳۷۶ بخش CCU، در سال۱۳۸۱ درمانگاه تخصصی و در سال ۱۳۸۵بخش ICU این بیمارستان افتتاح گردید.
- بیمارستان خصوصی دکتر طاهری

تنها بیمارستان خصوصی غرب گیلان که در سال ۱۳۷۰ توسط دکتر طاهری در خیابان جعفر طیار هشتپر با ۳۸ تخت افتتاح گردید

### درمانگاه‌های شبانه‌روزی
- درمانگاه تخصصی شبانه‌روزی تأمین اجتماعی
- درمانگاه شبانه‌روزی شفا
- درمانگاه امام علی النقی سپاه پاسداران انقلاب اسلامی

## اماکن تفریحی و گردشگری

### پارک‌ها
- پارک شهر
- پارک قدس
- پارک کودک
- بوستان مادر
- پارک سد ساحلی
- کوی معلم
- پارک سیاهداران (سییو دورون)
- پارک ساحلی قروق
- بام تالش

### مراکز اقامتی
- هتل بزرگ تالش
- هتل لیوادور
- هتل راستین
- هتل نگین

### جاذبه‌های گردشگری
- پارک جنگلی سیاهداران در شرق شهر
- سورتمه ریلی تالش|سورتمه ریلی] در شرق داخل پارک سیاهداران
- روستای تاریخی مریان و آق اولر (نوئَه دی) در ۲۰ کیلومتری غرب شهر
- طرح سالم سازی ساحل قروق در ۳ کیلومتری شرق در ساحل کاسپین، همچنین در بررسی‌های باستان‌شناختی، در ساحل دریا یک کشتی تاریخی شناسایی شده است که به‌نظر می‌رسد به دورهٔ زندیه متعلق است. طول بدنهٔ این کشتی تقربیا ۳۰ متر و عرض آن را بین ۱۰ تا ۱۲ متر است.[۲۱]
- طرح سالم سازی ساحل تازه آباد در ۳ کیلومتری جنوب شرقی در ساحل کاسپین
- پارک جنگلی گیسوم در ۱۰ کیلومتری جنوب شهر
- دریاچه طبیعی سراگاه (سوگو) در ۳ کیلومتری شمال غربی شهر
- پارک جنگلی کیشون بن در ۱۰ کیلومتری غرب شهر
- تالاب جوکندان در ۸ کیلومتری شمال شهر
- بقعه سید نیکی در شرق شهر
- کاخ سردار امجد در مرکز شهر
- آبنما موزیکال پارک شهر